# S-50
| Sampler                  | Sampler                            |
| Foto                     | Foto                               |
| Allgemeines              | Allgemeines                        |
| ------------------------ | ---------------------------------- |
| Name                     | S-50                               |
| Hersteller               | Roland                             |
| Klangsynthese            | digital, Sample                    |
| Zeitraum                 | 1986-1988                          |
| Preis (Erscheinungsjahr) |                                    |
| Eigenschaften            |                                    |
| Polyphon                 | 16                                 |
| Multitimbral             | vierfach                           |
| Effekte                  | –                                  |
| Tasten                   | 61, anschlagsdynamisch, Aftertouch |
| Spielhilfen              | Pitch-, Modulations-Stick          |
| Ext. Controller          | –                                  |
| Schnittstelle(n)         | MIDI (In, Out, Through)            |
| Sequenzer                | als Softwareupdate                 |
| D/A-Wandler              | 16 Bit                             |
| Samples                  | 12 Bit, 30 kHz oder 15 kHz         |
| Speicherplätze           | 8 Patches, 32 Tones (Sample)       |
| ROM                      | –                                  |
| RAM                      | 756 KB, 14,4 Sekunden              |
| Ext. Speicher            | 3,5"-Disketten                     |

Der S-50 wird von der Firma Roland als „Digital Sampling Keyboard“ bezeichnet. Er war Rolands erster Sampler und bot als 12-Bit-Sampler und einem Speicher für 14,4 Sekunden Samplezeit für seine Zeit mächtige Möglichkeiten. Aufgrund der 16-Bit-Wandler klingt der Sampler immer noch erstaunlich gut und kann heutzutage noch eingesetzt werden.
Das einzeilige Display bietet nur wenig Platz für Informationen, für das komfortable Arbeiten muss daher ein RGB-Monitor (benötigt wird das RGB-25N-Monitor Kabel) oder an den Videoausgang ein Fernseher oder S/W-Monitor angeschlossen werden. Der S-50 ist vierfach Multitimbral und hat daher auch vier Ausgänge, ein weiterer Ausgang ist als Mix vorgesehen. Die gleichzeitig spielbaren 16 Noten können in 8 verschiedenen Kombinationen auf die vier Ausgänge verteilt werden.
Über einen in der Empfindlichkeit regelbaren Monoeingang erfolgt die Aufnahme.
Als Besonderheit war von Anfang an schon vorgesehen, dass verschiedene Betriebssysteme per Diskette nachgeladen werden können.
- SYS-501: Version 1.00 des Betriebssystems
- SYS-502: Version 2.00 des Betriebssystems, diese ermöglichte u. a. den Anschluss eines „Digitizer Tablet“ (DT-100) und die Speicherung von 32 anstatt 16 einzelner Samples.
- SYS-503: Die „Director-S“-Software verwandelte den S-50 in einen Sequencer.
- SYS-505: „Library Converter“, dieses Betriebssystem ermöglicht das Einlesen und Abspeichern der Soundbibliotheken der S-550- und W-30-Sampler. So wird z. B. aus einer Diskette für den S-550-Sampler zwei Disketten für das S-50.

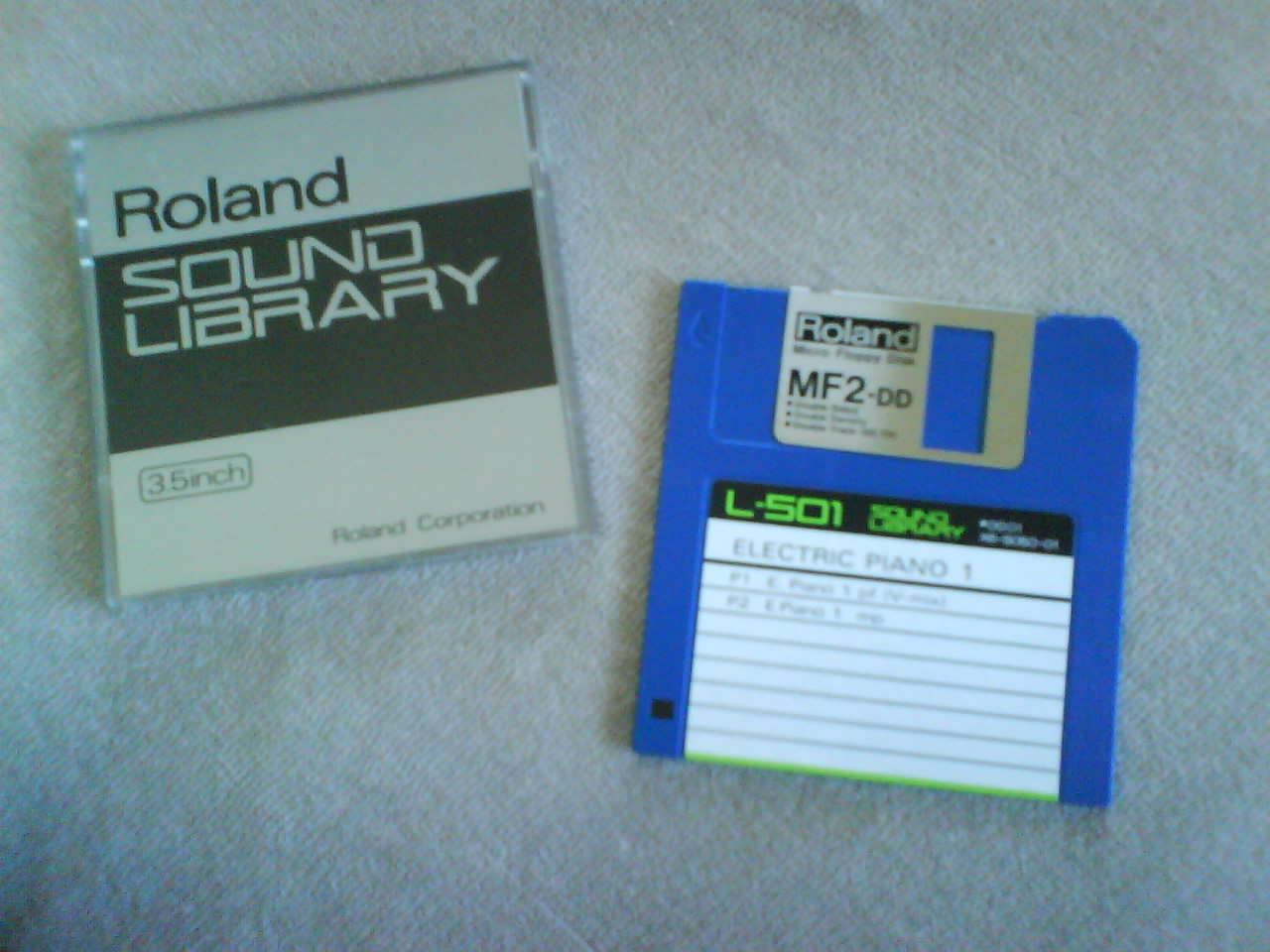
S-50 Soundbibliothek Diskette

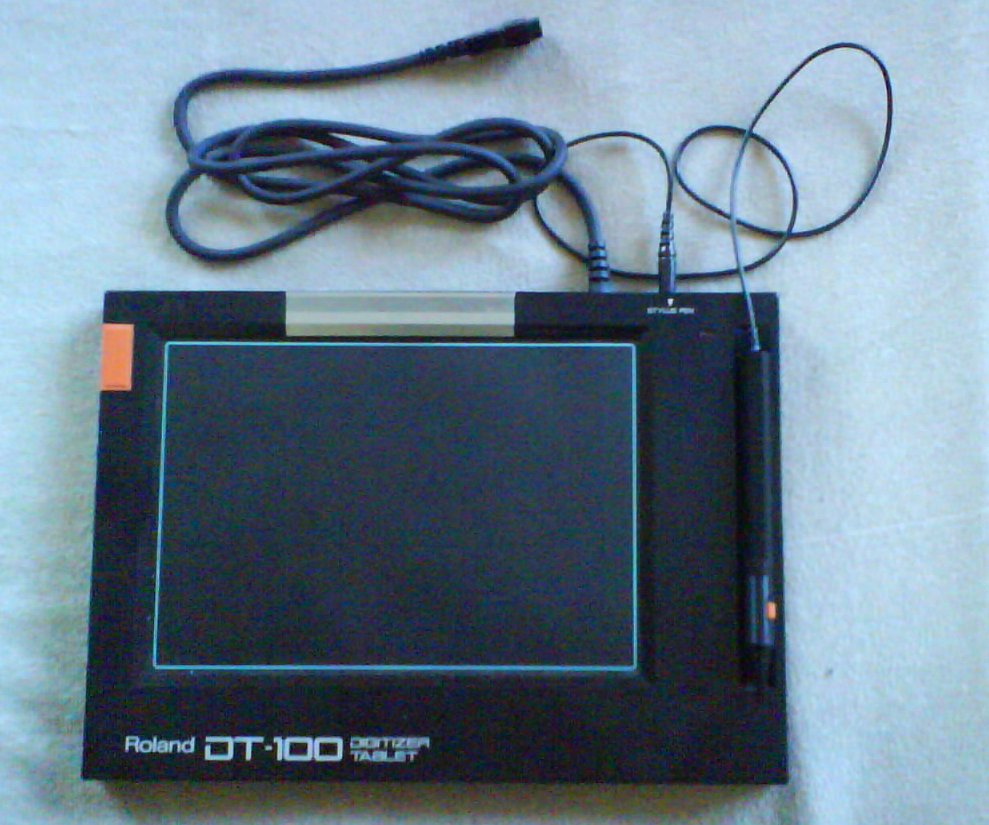
DT-100 Digitizer Tablet für Sampler der S-Serie und W-30

Als Soundbibliothek wurden die Disketten der L-500er Serie angeboten. Die Diskettenabbilder sind als Roland-Soundbibliothek (RSB) im Internet als Download verfügbar, und müssen mit dem MS-DOS-Programm „sdisk“ erst auf Disketten geschrieben werden.
Im Lieferumfang waren vorhanden:
- Systemdisk
- vier Sound-Disketten (L-51–L-54)
- Diskettenbox, kann an der Rückseite des S-50 befestigt werden
- in Deutschland ein 120-seitiges Handbuch
- PJ-1 Audiokabel, 2×2,5 m
- Netzkabel (2-polig, IEC C9; nicht das gebräuchlichere C13-Kaltgerätekabel)

Die Rackversion (S-550) wurde u. a. von Vangelis, Duran Duran und Jimi Tenor genutzt.
Anschlüsse (auf der Rückseite):
- DT-100 Digitalisiertablett
- Videoausgang (Cinch)
- RGB-Monitor (8-polige DIN-Buchse)
- Midi (In, Out, Through)
- Ausdruckspedal EV-5
- Pedalschalter DP-2
- Haltepedal (Sustain) bzw. Startpedal für Aufnahme
- Aufnahmeeingang (Mono-Klinke)
- vier Einzelausgänge
- Monoausgang
- Kopfhörer